# Old Gods of Asgard
Old Gods of Asgard é uma banda fictícia de rock criada pela empresa Remedy Entertainment para o universo dos jogos eletrônicos da franquia Alan Wake. A banda recentemente voltou a trabalhar com a desenvolvedora em uma faixa para o jogo Control.
Toda a história desta banda é fantasiosa e faz parte do universo de dois jogos da Remedy com exceção a 4 músicas que realmente foram gravadas. Essas músicas fazem parte da trilha sonora de 2 jogos da franquia Alan Wake e uma do jogo Control.
| Canção                    | Duração | Jogo Eletrônico                | Episódio em que a música é encontrada |
| ------------------------- | ------- | ------------------------------ | ------------------------------------- |
| The Poet and the Muse     | 4:17    | Alan Wake                      | The Truth                             |
| Children of the Elder God | 3:37    | Alan Wake                      | The Truth                             |
| Balance Slays the Demon   | 5:15    | Alan Wake's American Nightmare |                                       |
| Take Control              | 7:53    | Control                        | Ashtray Maze                          |

Essas músicas aparecem creditadas para o Old Gods of Asgard. Porém, a banda real que compôs e gravou estas músicas é a banda de rock finlandesa Poets of the Fall - por isso diz-se que o Old Gods of Asgard é um pseudônimo - ou Alter-ego - do Poets of the Fall. O POTF já havia composto outras músicas de jogos eletrônicos da produtora Remedy Entertainment, porém como eles mesmos.
Em 2016, a gravadora Insomniac lançou um álbum, via digital download (e agora disponivel via streaming), com estas 3 músicas, intitulado Old Gods of Asgard: Memory Thought Balance Ruin. Em agosto de 2019, também foi lançado o single Take Control, via Spotify.

## História (Fictícia)
Formada pelos irmãos Anderson (Odin Anderson e Tor Anderson) em 1971 juntamente com mais dois amigos, o grupo ganhou notoriedade na década de 1970, e ficou conhecida como A Melhor Banda da História da Humanidade.
A descrição encontrada sobre a banda no site oficial do POTF é:
| “ | "O Old Gods of Asgard é a melhor banda na história da humanidade. Eles foram pioneiros destemidos que trabalharam de forma magica um rock'n'roll próprio, e que nunca foi igualado! Você pode nunca ter ouvido falar deles antes, porque eles não vendem para fora como tantas outras bandas, mas eles fizeram seis grandes discos e pararam no auge de seus poderes!" | ” |

A banda acabou com a morte trágica de Fat Bob, e então os irmãos Anderson abandonaram a banda e mudaram-se para uma fazenda em Bright Falls, Washington chamada Valhalla. Atualmente estão internados em uma psiquiatria para famosos.
A banda gravou 6 álbuns e fizeram várias turnês, a destacada pelo jogo é a turnê "1975 Ragnarok Tour".
Barry Wheeler é o produtor da banda.

## Discografia
- 1971 - The Memory of the Slaughter
- 1972 - Follow Me Underground
- 1973 - Alone at My Own Wake
- 1975 - The Unraveling of Reason’s Skein
- 1976 - The Black Rider Cometh
- 1978 - In the Valley of My Shadow

## Turnês
Em 1975, os Old Gods of Asgard fizeram um tour pelos Estados Unidos, chamado de “1975 Ragnarock Tour”, com o slogan "Be Awed by Celestial Wrath and Fury".
Abaixo seguem as datas e os locais pelos quais eles passaram. Estes dados podem ser encontrados no Episódio 4 do Alan Wake chamado The Truth.
| Dia da Semana | Data        | Local         | Estado (Sigla) |
| ------------- | ----------- | ------------- | -------------- |
| Sexta-feira   | 11 de Abril | Seattle       | WA             |
| Domingo       | 13 de Abril | Bakersfield   | CA             |
| Segunda-feira | 14 de Abril | Long Beach    | CA             |
| Quinta-feira  | 17 de Abril | New York City | NY             |
| Sexta-feira   | 18 de Abril | Newark        | NJ             |
| Terça-feira   | 22 de Abril | Detroit       | MI             |
| Sábado        | 26 de Abril | Jacksonville  | FL             |
| Domingo       | 27 de Abril | Tampa         | FL             |
| Quarta-feira  | 30 de Abril | New Orleans   | LA             |
| Sexta-feira   | 01 de Maio  | Baton Rogue   | LA             |